# 科羅斯季
48°25′18″N 25°10′20″E / 48.42167°N 25.17222°E
科羅斯季（烏克蘭語：Корости），是烏克蘭的村落，位於該國西部伊萬諾-弗蘭科夫斯克州，由科索夫區負責管轄，面積4.17平方公里，海拔高度298米，2001年人口329，人口密度每平方公里78.9人。